# Kieferorthopädie

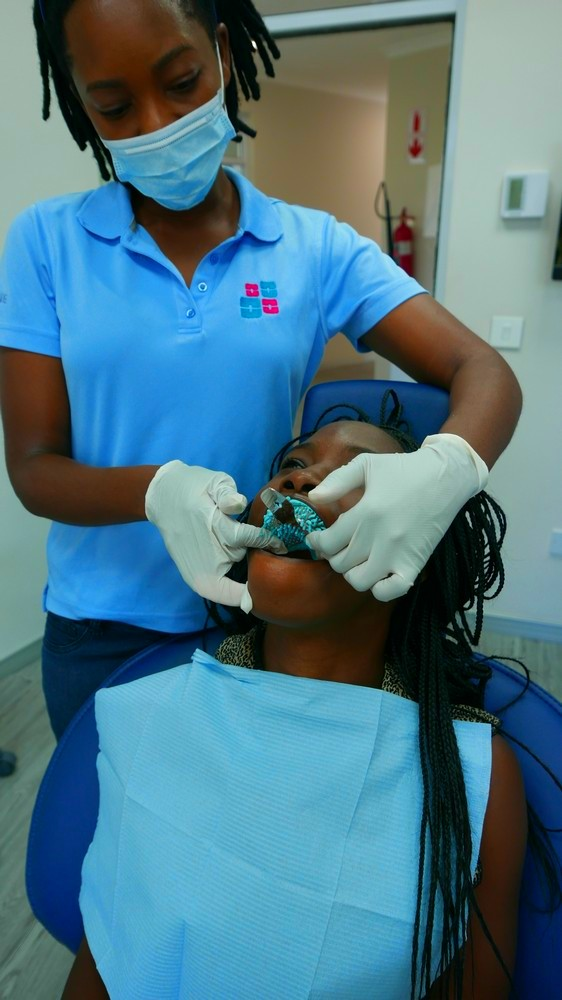
Kieferorthopädie in Lusaka

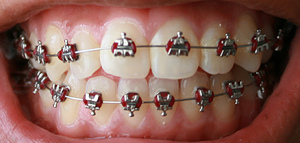
Brackets (Klammern für festsitzende Zahnspangen)

Die Kieferorthopädie ist das Teilgebiet der Zahnmedizin, das sich mit der Erkennung und Behandlung von Fehlstellungen der Kiefer und der Zähne (Zahnfehlstellung) befasst. Der Inhalt des Fachbereichs wird besser durch die Bezeichnung Dento-Maxilläre Orthopädie (Kieferregulierung) wiedergegeben. Der Begriff Orthodontie (Zahnregulierung) wird vor allem in nichtdeutschsprachigen Ländern verwendet.

## Geschichte
Das erste orthodontische Spezialwerk schrieb 1836 Friedrich Christian Kneisel, der Leibzahnarzt von Carl von Preußen mit Der Schiefstand der Zähne […]. Die ersten systematischen Lehrbücher über Kieferorthopädie wurden von Norman Kingsley 1880 und von Edward H. Angle, dem „Vater der Kieferorthopädie“, ab 1887 veröffentlicht. Bis in die Mitte des 19. Jahrhunderts waren in England die ersten, von Joseph Fox (1755–1816) publizierten Anleitungen zur Zahnregulierung in Gebrauch. Die 1927 erfolgte Einführung der Orthodontie (Zahnregulierung) als Prüfungsfach in Deutschland war das Verdienst des unter anderem für die Entwicklung der modernen Kieferorthopädie und der Schulzahnpflege bedeutsamen Zahnmediziners Alfred Kantorowicz.

## Kieferorthopädische Diagnostik

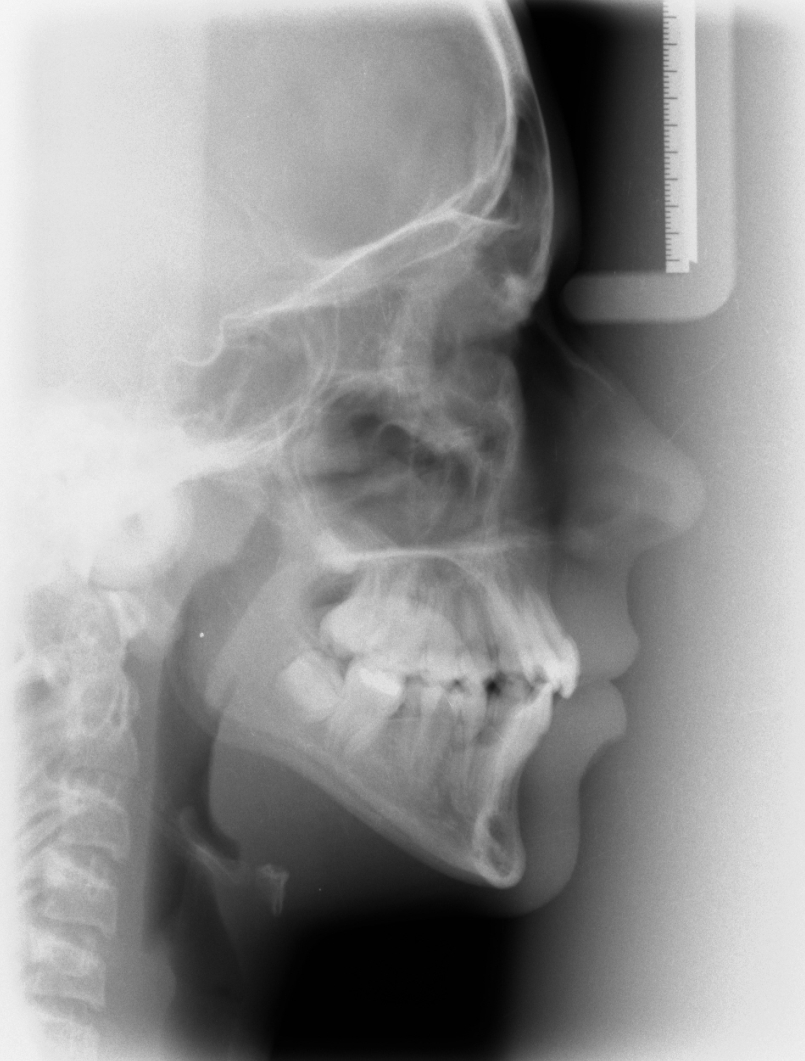
Röntgenseitenbild

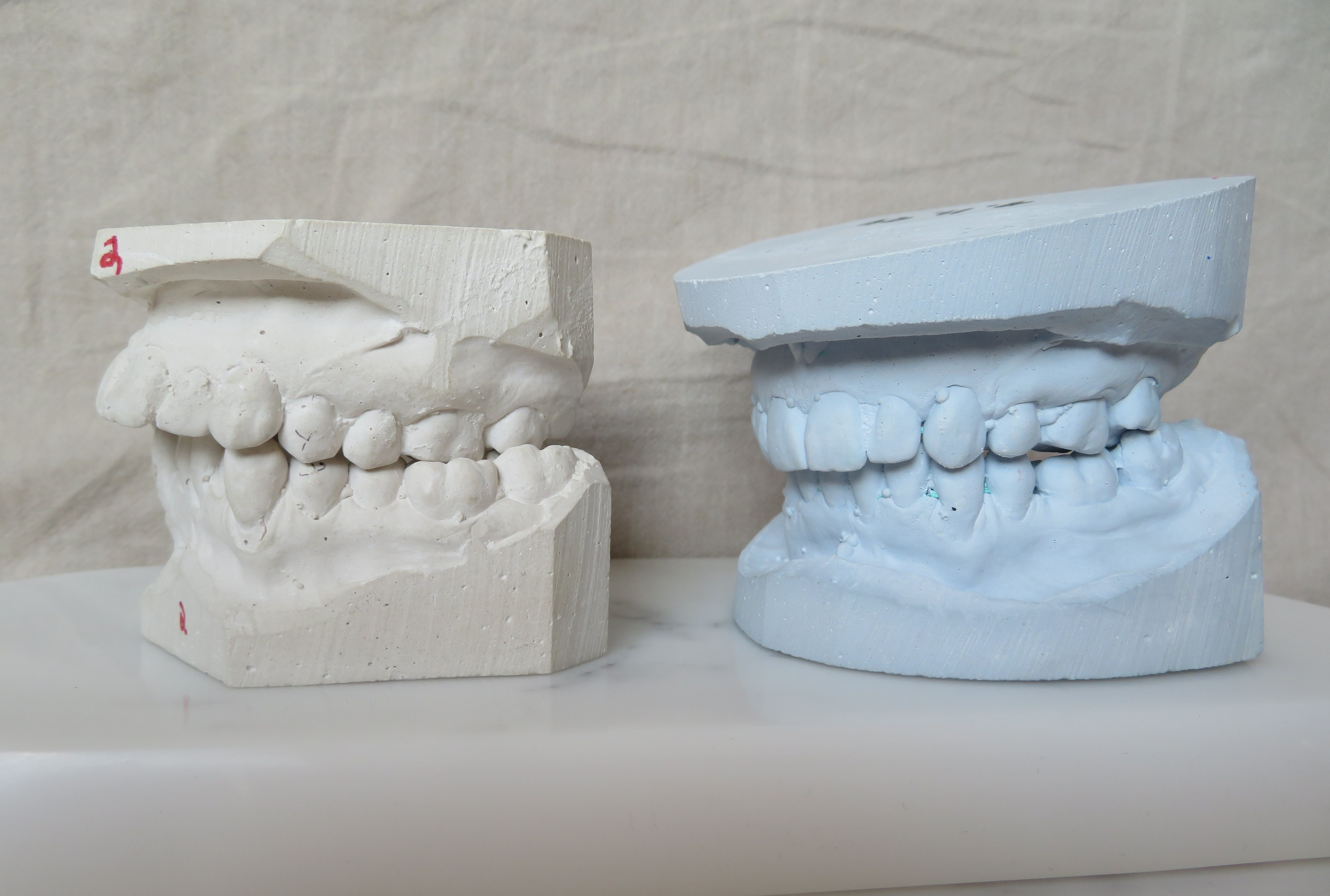
Gipsabgüsse des Gebisses einer erwachsenen Frau vor und nach einer kieferorthopädischen Behandlung mit Brackets über drei Jahre.

Vor jeder kieferorthopädischen Behandlung muss eine ausführliche Diagnostik erfolgen. Diese besteht aus einer ausführlichen allgemein- und zahnärztlichen Anamnese sowie der ätiologischen Beurteilung der Patientensituation. Anschließend folgt die klinische Untersuchung, eine Funktionsanalyse, Modellanalyse und eine fernröntgenologische Untersuchung.
Mit Hilfe dieser Untersuchung wird die Kieferrelation, die Lagebeziehung zwischen dem Oberkiefer und Unterkiefer, dargestellt. Gleichzeitig werden die dentoalveolären Befunde erhoben und das Dentitionsstadium festgestellt.

## Klassifikation
Zur Einteilung und Abgrenzung der Anomalien existieren verschiedene Klassifikationen. Die in der alltäglichen medizinischen Kommunikation nach wie vor gebräuchlichste Klassifikation ist die Einteilung in Angle-Klassen.
Die Klassifikation nach Angle teilt Zahnfehlstellungen in drei Klassen ein, je nach Stellung der Sechsjahrmolaren zueinander.

Diese Klassen werden mit römisch I bis III beziffert, wobei
- Klasse I eine eugnathe (d. h. regelrechte/neutrale) Relation, beschreibt.
- Klasse II eine distale (d. h. eine dorsale (zum Rücken hin gelegen)) Lage des ersten UK-Molaren zum ersten OK-Molaren beschreibt.
- Klasse III eine mesiale Verzahnung der Backenzähne beschreibt. Sie wird auch Prognathie genannt. Sie kann mit einer Progenie einhergehen.

Nachteil dieser Einteilung ist die Betrachtung entlang nur einer Raumachse in der Sagittalebene im Schlussbiss. Abweichungen in anderen Raumachsen, asymmetrische Abweichungen, funktionelle Störungen usw. werden nicht erfasst.
In Deutschland ist für den Versicherten der gesetzlichen Krankenkassen die Einteilung in die Kieferorthopädische Indikationsgruppen (KIG) relevant, da sich der Zuschuss der Krankenkassen nach dem Schweregrad der Fehlstellung bemisst. In Österreich richtet sich die Bezahlung kieferorthopädischer Behandlungen bei Kindern und Jugendlichen durch die Sozialversicherungen seit 2015 nach dem Index of Orthodontic Treatment Need (IOTN), wobei auch die dokumentierte Behandlungsqualität, gemessen nach dem PAR-Index eine Rolle spielt.

## Zeitpunkte für einen Behandlungsbeginn
Die rechtzeitige Diagnose ermöglicht einen adäquaten Therapiebeginn, der ggf. die Behandlungsdauer verkürzen, bzw. den Umfang der Behandlung reduzieren kann. Einige Dysgnathiebehandlungen sind nur innerhalb determinierter Zeitfenster möglich.

### Postnatal
Bei Patienten mit Lippen-Kiefer-Gaumenspalten und Syndromen, die den Orofazialbereich betreffend, sollte eine kieferorthopädische Untersuchung in den ersten Lebenstagen Teil eines multidisziplinären Gesamtkonzepts sein.

### Milchzahndurchbruch

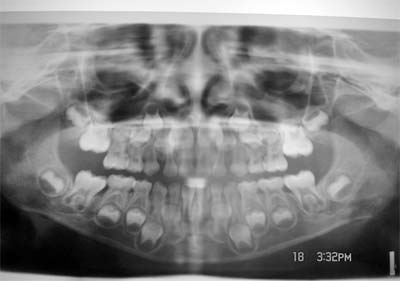
Dentitionsaufnahme (Orthopantomogramm), Wechselgebiss

Während des Milchzahndurchbruchs ist das Augenmerk auf die Kontrolle von Lücken zu legen, um rechtzeitig die Indikation für einen kieferorthopädischen Lückenhalter stellen zu können.

### Vollständiges Milchgebiss
Etwa zum 3. Geburtstag ist das Milchgebiss vollständig. Zu diesem Zeitpunkt ist eine kieferorthopädische Untersuchung zur Klärung von Indikation und Zeitpunkt kieferorthopädisch-therapeutischer Maßnahmen empfehlenswert, da für bestimmte Dysgnathien der Vorteil einer Frühbehandlung wissenschaftlich nachgewiesen, bzw. eine Frühbehandlung vorteilhaft sein kann. Die Nichtdurchführung einer notwendigen Frühbehandlung kann spätere Behandlungen verkomplizieren oder zu Wachstumshemmungen führen.

### Wechselgebiss
In der ersten Phase des Wechselgebisses (ca. 6. bis 8. Lebensjahr) und in der zweiten Phase des Wechselgebisses (ca. 9. bis 12. Lebensjahr) können Frühbehandlungen bei verschiedenen Indikationen angezeigt sein. Gegebenenfalls sind bei geplanter Extraktionstherapie bereits während dieser Lebensphase Extraktionen durchzuführen.

### Permanente Dentition
In der Phase zwischen dem 12. und 18. Lebensjahr erfolgen die häufigsten kieferorthopädischen Behandlungen, nachdem alle bleibenden Zähne (bis auf die Weisheitszähne) durchgebrochen sind. Hier wird auch darüber entschieden, ob Weisheitszähne operativ oder alternativ andere Zähne zu entfernen sind. Auch Dysgnathieoperationen fallen häufig in diesen Zeitraum.

### Erwachsenenkieferorthopädie
Für Patienten, bei denen die Diagnose bzw. Therapie kraniomandibulärer Dysfunktionen versäumt wurde, bei präprothetischen kieferorthopädischen Maßnahmen oder bei pathologischen Zahnwanderungen im Rahmen einer fortgeschrittenen Parodontalerkrankung kann eine kieferorthopädische Behandlung durchgeführt werden. Diese wird jedoch – von Ausnahmen abgesehen – von den gesetzlichen Krankenkassen nicht übernommen.

## Therapiemethoden
Die kieferorthopädische Therapie kann mit herausnehmbaren oder mit festsitzenden Geräten erfolgen. Unabhängig davon ist zwischen der Beeinflussung des Gesichtsschädels und dem Bewegen von Zähnen zu differenzieren.

### Funktionskieferorthopädie
Unter Funktionskieferorthopädie, kurz FKO, versteht man die günstige Beeinflussung skelettaler Strukturen, durch die gezielte Beeinflussung funktioneller Abläufe. Als Beispiel kann ein Patient mit einer Unterkieferrücklage herangezogen werden, der mit einem funktionskieferorthopädischen Gerät, beispielsweise einem Aktivator behandelt wird. Durch den Aktivator wird der Patient darauf trainiert, seinen zurückliegenden Unterkiefer nach vorn zu schieben. Wird dieser Stimulus lange genug aufrechterhalten, soll es zu einer skelettalen Manifestation kommen, also zu einem über das genetisch determinierte Maß hinausgehenden Unterkieferwachstum. Klassische funktionskieferorthopädische Geräte sind herausnehmbar. Die Einordnung festsitzender Geräte mit ähnlicher Wirkung (z. B. Herbstscharnier) in die Gruppe der Funktionskieferorthopädie ist umstritten.

### Dentofaziale Orthopädie
Durch das Ausüben von größeren Kräften, in der Regel über 500 cN, auf den Ober- oder Unterkiefer kann eine Wachstumsbeeinflussende Wirkung entfaltet werden. Beispiele stellen die Hemmung des Unterkieferwachstums mittels einer Kopf-Kinn-Kappe sowie die Oberkieferprotraktion mittels einer Delaire- oder Grummons-Maske dar.

### Orthodontie
Unter Orthodontie ist, in Abgrenzung zur funktionskieferorthopädischen Beeinflussung skelettaler Strukturen, das Bewegen von Zähnen zu verstehen. Orthodontische Zahnbewegungen können mit herausnehmbaren wie auch mit festsitzenden Apparaturen erfolgen, wobei festsitzende Apparaturen hinsichtlich der durchführbaren Bewegungen und der Behandlungsdauer sowie der Unabhängigkeit von der Mitarbeit des Patienten in der Regel vorteilhaft sind.
Orthodontische Maßnahmen können auch lange nach dem Abschluss des Wachstums, also bei Erwachsenen, erfolgen.

### Chirurgische Kieferorthopädie
Besteht nach Wachstumsabschluss eine Kieferfehlstellung (Dysgnathie), die nicht durch orthodontische Maßnahmen kompensiert werden kann, ist es möglich, durch eine Operation eine Verbesserung herbeizuführen. Hierbei muss der Kieferorthopäde mit einem Mund-Kiefer-Gesichtschirurgen zusammenarbeiten. Häufig gliedert sich eine derartige Therapie in drei Phasen:
1. kieferorthopädische Vorbehandlung mit Dekompensation
Liegt eine Kieferfehlstellung vor, so hat sich häufig eine Zahnstellung entwickelt, die diesen skelettalen Fehler zum Teil ausgleicht. Diese Kompensation muss zunächst aufgehoben werden. Dies geschieht normalerweise mit einer festsitzenden Apparatur.
2. chirurgische Intervention
Nach Abschluss der Vorbehandlung erfolgt die chirurgische Kieferverlagerung. Sie ist, je nach Notwendigkeit, für den Ober- und/oder für den Unterkiefer möglich.
3. kieferorthopädische Feineinstellung
Nach der Herstellung einer regelrechten Kieferlage ist es Aufgabe der kieferorthopädischen Therapie, eine gesicherte Okklusion herzustellen.

## Kieferorthopädische Behandlung in Deutschland
Kieferorthopädische Behandlungen wurden aufgrund eines Urteils des Bundessozialgerichts im Jahr 1972 in die vertragszahnärztliche Versorgung aufgenommen.

### Sachleistung
Nicht zulasten der gesetzlichen Krankenversicherung abgerechnet werden kann die kieferorthopädische Behandlung von Versicherten, die zu Beginn der Behandlung das 18. Lebensjahr vollendet haben. Dies gilt nicht für Versicherte mit schweren Kieferanomalien, die ein Ausmaß haben, das kombinierte kieferchirurgische und kieferorthopädische Behandlungsmaßnahmen erfordert.
Seit dem 1. Januar 2002 sind solche Behandlungen zu Lasten der GKV abrechenbar, die mindestens den Behandlungsbedarfsgrad 3 nach den Kieferorthopädischen Indikationsgruppen aufweisen.
Kieferorthopädische Behandlungen vor Beginn der 2. Phase des Zahnwechsels (sogenannte Frühbehandlungen) sind im Rahmen der vertragszahnärztlichen Versorgung nur in Ausnahmefällen angezeigt.
Umfang und Voraussetzungen der kieferorthopädischen Behandlung in der gesetzlichen Krankenversicherung ergeben sich in erster Linie aus den Richtlinien für die kieferorthopädische Behandlung des Gemeinsamen Bundesausschusses sowie der Anlage 4 des Bundesmantelvertrag-Zahnärzte.

### Gesetzlich vorgesehener Eigenanteil
Auch bei einem Leistungsanspruch gegen die gesetzliche Krankenversicherung zahlen die Versicherten, in der Regel also die Eltern, einen Eigenanteil der Behandlungskosten. Befindet sich ein Kind in kieferorthopädischer Behandlung, beträgt dieser Eigenteil 20 %, bei jedem weiteren Kind 10 % der als Sachleistung abgerechneten Beträge.
Wenn die Behandlung in dem durch den Behandlungsplan bestimmten medizinisch erforderlichen Umfang abgeschlossen worden ist, zahlt die Kasse den von den Versicherten geleisteten Anteil zurück.

### Mehr- und Zusatzleistungen
Ob die Vereinbarung von Leistungen, die nicht im Leistungskatalog der gesetzlichen Krankenversicherung umfasst sind, unter Erhalt des Sachleistungsanspruchs zulässig war, ob Patienten also bei bestimmten Leistungen nur die Mehrkosten zu zahlen hatten, war über lange Zeit umstritten. Mit dem am 14. März 2019 verabschiedeten Terminservice- und Versorgungsgesetz stellt der Gesetzgeber dies klar. Dadurch würden die Eigenverantwortung gestärkt und die Wahlmöglichkeit der Versicherten bei der Auswahl der kieferorthopädischen Behandlungsalternativen erweitert. § 29 SGB V wurde folgender Absatz 5 hinzugefügt:

„(5) Wählen Versicherte im Fall von kieferorthopädischen Behandlungen Leistungen, die den im einheitlichen Bewertungsmaßstab für zahnärztliche Leistungen abgebildeten kieferorthopädischen Leistungen vergleichbar sind und sich lediglich in der Durchführungsart oder durch die eingesetzten Behandlungsmittel unterscheiden (Mehrleistungen), haben die Versicherten die Mehrkosten, die durch diese Mehrleistungen entstehen, selbst zu tragen. In diesem Fall ist von dem behandelnden Zahnarzt gegenüber der zuständigen Kassenzahnärztlichen Vereinigung die vergleichbare im einheitlichen Bewertungsmaßstab für zahnärztliche Leistungen abgebildete kieferorthopädische Leistung als Sachleistung abzurechnen. Die Absätze 2 und 3 gelten entsprechend.“

Um das Leistungsgeschehen besser zu strukturieren sowie für alle Beteiligten nachvollziehbarer auszugestalten und die Patientensouveränität zu steigern, wurden – wie bisher – Informations- und Vereinbarungspflichten (Abs. 7) sowie Prüfungsrechte der KZVen (Abs. 8) aufgenommen. Bereits im Jahr 2016 hatten die KZBV und der Berufsverband der Deutschen Kieferorthopäden unter wissenschaftlicher Begleitung der DGKFO und der DGZMK sich auf Regelungen zur Gewährleistung einer geordneten und transparenten Vereinbarung, Erbringung und Abrechnung von zahnärztlichen Mehr- und Zusatzleistungen im Zusammenhang mit kieferorthopädischen Behandlungen geeinigt.

#### Mehrleistungen
Mehrleistungen sind Leistungen, die den im einheitlichen Bewertungsmaßstab für zahnärztliche Leistungen abgebildeten kieferorthopädischen Leistungen vergleichbar sind und sich lediglich in der Durchführungsart oder durch die eingesetzten Behandlungsmittel unterscheiden.
Werden Mehrleistungen vereinbart, wird der Sachleistungsanteil gegenüber der Krankenkasse abgerechnet. Der Patient erhält eine Privatrechnung auf der Grundlage der Gebührenordnung für Zahnärzte (GOZ), von der Wert der Sachleistung in Abzug gebracht wird.
Typische Mehrleistungen sind zahnfarbene oder miniaturisierte Brackets oder hochelastische Bögen.

#### Zusatzleistungen
Zusatzleistungen sind nicht im Bewertungsmaßstab enthaltenen kieferorthopädischen Leistungen, die nicht als Mehrleistungen anzusehen sind.
Es handelt sich typischerweise um Leistungen, die mit der kieferorthopädischen Behandlung in Zusammenhang stehen, aber auch nicht in ähnlicher Form zulasten der GKV abgerechnet werden können.
Typische Zusatzleistungen sind die gesetzlich ausgeschlossene Funktionsdiagnostik, die Eingliederung eines Dauerretainers uvm.
Auch ohne Mehr- und Zusatzleistungen ist eine standardgerechte kieferorthopädische Behandlung in der Regel möglich.
In Erfüllung des gesetzlichen Auftrages beschloss der Bewertungsausschuss für zahnärztliche Leistungen im April 2023 einen Katalog der als Mehrleistungen abrechenbaren zahnärztlichen Leistungen.

## Ausbildung zum Fachzahnarzt für Kieferorthopädie

### Ausbildung in Deutschland
Nach abgeschlossenem Studium der Zahnmedizin steht nach der deutschen Approbationsordnung jeder Zahnärztin bzw. jedem Zahnarzt das gesamte Behandlungsspektrum der Zahnmedizin offen. Nach Erlangung der zahnärztlichen Approbation können Zahnärzte eine fachspezifische Weiterbildung auf dem Gebiet der Kieferorthopädie durchlaufen. Die Kieferorthopädie ist neben der Oralchirurgie und der Weiterbildung zum Zahnarzt für Öffentliches Gesundheitswesen die einzige weitere Möglichkeit der Fachzahnarzt-Ausbildung in Deutschland. Ausnahme ist die Parodontologie, hier gibt es die Möglichkeit bei der Zahnärztekammer Münster (und derzeit nur dort, Stand 6/2014), eine Fachzahnarztausbildung Parodontologie zu absolvieren.
Die Weiterbildung zum Fachzahnarzt für Kieferorthopädie hat ganztägig und in Vollzeit zu erfolgen und nimmt drei Jahre in Anspruch. Die fachspezifische Weiterbildung muss mindestens ein Jahr, kann aber bis zu drei Jahre an einer Universitäts-Zahnklinik erfolgen. Es besteht auch die Möglichkeit, zwei der drei Jahre in einer kieferorthopädischen Praxis mit spezieller Weiterbildungsberechtigung abzuleisten. Von der dreijährigen fachspezifischen Weiterbildungszeit müssen zwei Jahre ohne Unterbrechung an einer der beiden genannten Weiterbildungsstätten absolviert werden. Je nach Zahnärztekammer muss ein viertes Jahr nachgewiesen werden, in dem allgemeinzahnärztlich gearbeitet wurde.
Am Ende der Weiterbildungszeit ist vor einem Prüfungsausschuss der zuständigen Zahnärztekammer eine Fachzahnarztprüfung abzulegen. Nach erfolgreichem Abschluss ist der Zahnarzt berechtigt, den Titel Kieferorthopäde, Zahnarzt für Kieferorthopädie oder in einigen Kammerbereichen auch Fachzahnarzt für Kieferorthopädie zu führen.

### Ausbildung in der Schweiz
Die Voraussetzung für die Ausbildung zum Fachzahnarzt für Kieferorthopädie (Schweiz) ist ein abgeschlossenes Studium der Zahnmedizin und mindestens eine einjährige Tätigkeit als Allgemeinzahnarzt. Anschließend folgt eine vierjährige Weiterbildung in Vollzeit an einer der vier zahnmedizinischen Universitätskliniken der Schweiz. Die Berufsbezeichnung Fachzahnarzt für Kieferorthopädie (Schweiz) wird nach einer Fachprüfung mit einem theoretischen und praktischen Teil verliehen.

### Ausbildung in Österreich
Nachdem bereits im Jahr 2022 ein Gesetz zur Einführung des Fachzahnarztes für Kieferorthopädie den Nationalrat passiert hatte, scheiterte die Einführung am Widerstand einiger Bundesländer. Ein weiteres Gesetzesvorlagen im Jahr 2023 war erfolgreich. Ab dem 1. September 2023 gibt es auch in Österreich die Möglichkeit einer Ausbildung zum Fachzahnarzt für Kieferorthopädie.

### Ausbildung in den USA
Voraussetzung für die von der Commission on Dental Accreditation (CODA) anerkannte kieferorthopädische Weiterbildung in den USA ist der zahnärztliche Abschluss, DDS, DMD oder BDS. Das American Board of Orthodontics (ABO) verlangt eine Vollzeit-Weiterbildung von 24–48 Monaten an einer von der American Dental Association (ADA) akkreditierten Weiterbildungsstätte. Die Zertifizierung zum Kieferorthopäden erfolgt während (nach 18 Monaten) oder nach Abschluss eines solchen Weiterbildungsprogrammes durch eine schriftliche Prüfung bei der ABO. Nach erfolgreichem Abschluss des Weiterbildungsprogrammes und der schriftlichen Prüfung, erfolgt die klinische Prüfung mit einer Präsentation eigens durchgeführten Patientenfällen. Die Zertifizierung ist zeitlich begrenzt und muss nach zehn Jahren mit der Präsentation weiterer Patientenfälle erneuert werden.

### Anerkennung von Fachzahnarztbezeichnungen
Aufgrund europarechtlicher Regelungen werden zahlreiche europäische Qualifikationen in Deutschland automatisch als gleichwertig anerkannt. Zahnärzte, die nach den Regelungen ihres Herkunftsstaates berechtigt sind, eine anerkannte Berufsbezeichnung zu führen, können auf Antrag auch die Bezeichnung Fachzahnarzt für Kieferorthopädie führen. Eine Liste der anerkennungsfähigen Bezeichnungen findet sich in Anhang V Ziff. 5.3.3.
Bei Weiterbildungsgängen außerhalb der europäischen Union ist die Gleichwertigkeit der Weiterbildung nachzuweisen, um eine (mitunter auch nur teilweise) Anerkennung der Weiterbildung zu erlauben.

## Zusätzliche Qualifikationen und ihre Bedeutung
Das vermehrte Aufkommen von Fortbildungsprogrammen für praktizierende Zahnärzte, insbesondere die postgradualen Masterstudiengänge, haben die Grenzen zur fachzahnärztlichen Weiterbildung verschwimmen lassen.

### Tätigkeitsschwerpunkt Kieferorthopädie
Nach Abschluss des Zahnmedizinstudiums ist jeder Zahnarzt berechtigt – in den von der jeweiligen Landeszahnärztekammer bestimmten Grenzen – einen oder mehrere Tätigkeitsschwerpunkte zu definieren.
Es obliegt dem Zahnarzt selber, seinen Tätigkeitsschwerpunkt festzulegen. Sie dient dem Patienten als Orientierung für besondere Erfahrung des Zahnarztes im angegebenen Bereich. Der Tätigkeitsschwerpunkt ist von einer Weiterbildung zum Fachzahnarzt abzugrenzen. Eine vollzeitige Weiterbildung oder Prüfung ist hierbei nicht erforderlich.

Nach § 21 Abs. 2 der Musterberufsordnung für Zahnärzte (MBO-Z) ist es zulässig, neben den nach der Weiterbildungsordnung erworbenen Bezeichnungen Tätigkeitsschwerpunkte auszuweisen. In Satz 2 dieses Paragrafen wird bestimmt, dass Hinweise nach Satz 1 unzulässig sind, soweit sie die Gefahr einer Verwechslung mit Fachgebietsbezeichnungen begründen oder sonst irreführend sind.
Das Führen von Tätigkeitsschwerpunkten ist grundsätzlich dann zulässig, wenn der Betreffende tatsächlich über besondere Erfahrungen auf dem Gebiet verfügt (BVerfG NJW 2001, S. 2788). Der Zahnarzt muss zum einen regelmäßig an entsprechenden Fortbildungsveranstaltungen teilgenommen und zudem maßgeblich auf dem als Tätigkeitsschwerpunkt bezeichneten Gebiet tätig sein. Das Führen des Tätigkeitsschwerpunkts „Kieferorthopädie“ ist nach einer Entscheidung des Bundesverwaltungsgerichts in diesen Fällen zulässig.

### Master of Science Kieferorthopädie
Die österreichische Privatuniversität Danube Private University (DPU) in Krems bietet die Möglichkeit, den akademischen Grad „Master of Science“ (M.Sc.) in verschiedenen zahnmedizinischen Teilgebieten zu erlangen. Der berufsbegleitende Studiengang „Master of Science Kieferorthopädie“ kostet 23.750 Euro.
Die Ausbildung umfasst 45 Tage mit je 10 Unterrichtsstunden à 40 Minuten verteilt über fünf Semester. Zielgruppe dieser Fortbildung sind praktizierende Zahnärzte.
Inhabern eines im EU-Ausland erworbenen akademischen Grades Master of Science Kieferorthopädie ist es gemäß einem BGH-Urteil gestattet, diesen Grad in der verliehenen Form in Deutschland zu führen, der Absolvent darf sich allerdings weder Kieferorthopäde, noch (Fach-)Zahnarzt für Kieferorthopädie nennen.

### Diskussion und Kritik
Innerhalb der Fachgesellschaften wurde in den letzten Jahren viel über die zusätzlichen Qualifikationen neben dem Fachzahnarzt für Kieferorthopädie gestritten. Die vielen verschiedenen Ausbildungen könnten in Zukunft zu Kieferorthopäden 1., 2. und 3. Klasse führen.
Laut der Deutschen Gesellschaft für Kieferorthopädie (DGKFO) besteht eine hohe Verwechslungsgefahr zwischen dem „Master of Science Kieferorthopädie“ aus Krems und den geplanten Master-Studiengängen in Deutschland. Der Master ist der DGKFO zufolge eine universitäre Zusatzqualifikation, welche den Fachzahnarzt nicht ersetzt, sondern ein Angebot für inhaltlich interessierte, oder auch titelorientierte Kollegen, darstellt.
Die Bundeszahnärztekammer fordert aufgrund der entstandenen Intransparenz der tatsächlich erworbenen Qualifikation ein neues zahnärztliches Weiterbildungsrecht. Dieses soll die verschiedenen Qualifikationen integrieren und sie gleichzeitig für den Verbraucher voneinander abgrenzen. Sie sieht es als wichtig an, den Fachzahnarzt als „fachliche Spitze“ der Zahn-, Mund- und Kieferheilkunde zu schützen. In einer Stellungnahme der Bundeszahnärztekammer (BZÄK) heißt es:

„[…] dass die ‚Master-Ausbildung‘ in Krems nicht die Vorgaben und Voraussetzungen der deutschen Landeszahnärztekammern erfüllt, um sich anschließend zur Fachzahnarztprüfung anzumelden.“

#### BGH-Urteil zum Führen des „Master of Science Kieferorthopädie“

##### Ausgangssituation
Im Anschluss an ihr Zahnmedizinstudium in Deutschland hatte eine Zahnärztin an der Danube Private University den „Master of Science Kieferorthopädie“ erworben. Diesen Titel führte sie in ihrer Praxis.
In einer Nachbarstadt niedergelassene Kieferorthopäden fürchteten eine Täuschung der Patienten und zogen wegen unlauteren Wettbewerbs gegen die Kollegin vor Gericht. (I ZR 172/08)

##### Richterspruch
Der Bundesgerichtshof hat entschieden, dass der Mastergrad zu den akademischen Graden Österreichs gehört, die in Deutschland – gemäß einem Abkommen zwischen Deutschland und Österreich – geführt werden dürfen. Einen rechtmäßig erworbenen Titel auf dem Praxisschild oder im Internet anzugeben, verstoße weder gegen das Berufsrecht, noch würden so Patienten getäuscht.
Demzufolge sei es nicht zu ändern, wenn die Patienten diesen Titel missverstehen und ihn mit dem eines deutschen Fachzahnarztes für Kieferorthopädie gleichsetzen. Es sei ihre Aufgabe, sich diesbezüglich zu informieren.

## Stand der Wissenschaft
Das Deutsche Institut für Medizinische Dokumentation und Information (DIMDI) hat in ihren Health Technology Assessment (HTA) – Bericht Mundgesundheit nach kieferorthopädischer Behandlung mit festsitzenden Apparaten unter anderen festgestellt, dass die „Kieferorthopädie als wissenschaftlich bislang unzureichend abgesichert“ anzusehen ist und „… stößt bei der Suche nach wissenschaftlichen Belegen für die Wirksamkeit kieferorthopädischer Maßnahmen auf zahlreiche offene Fragen. Er beanstandet vor allem die dürftige Studienlage zu Auswirkungen auf Zahn- oder Mundgesundheit. Zwischen praktischer Anwendung der Kieferorthopädie und der Erforschung ihrer Wirksamkeit sehen die Autoren eine Kluft. Sie fordern daher dringend Forschungsanstrengungen, um kieferorthopädische Behandlungen zukünftig wissenschaftlich besser begründet einsetzen zu können.“
Dieser Sichtweise widersprach die oberste Deutsche Fachgesellschaft, die Deutsche Gesellschaft für Kieferorthopädie (DGKFO):

„Die vorliegende HTAStudie weist zahlreiche gravierende methodische Mängel, Unzulänglichkeiten und Fehleinschätzungen auf. Das Literaturverzeichnis wurde nicht sorgfältig überprüft, es enthält eine Vielzahl von Fehlern und Inkonsistenzen. Offensichtlich haben die Autoren hinsichtlich der Bedeutung, des Stellenwertes und der Inhalte der gewählten Themen unzureichendes Sachverständnis. Es drängt sich die Vermutung auf, dass man eine methodische ‚Maske‘ übernommen hat, die zu den Fragestellungen nicht passt.
Die Aussagen der Studie sind demnach nicht relevant und stichhaltig.“

Anfang 2018 wies der Bundesrechnungshof auf die nach seiner Ansicht immer noch unzureichende wissenschaftliche Grundlage hin sowie auf die nach seiner Ansicht massiv gestiegenen Kosten hin. Die DGKFO und der Berufsverband der Deutschen Kieferorthopäden (BDK) e. V. widersprachen der Kritik. Das Bundesministerium für Gesundheit gab in der Folge ein Gutachten in Auftrag, um den Stand der Wissenschaft und weitere Forschungsbedarfe zu ermitteln. Das IGES-Institut kam zu dem Ergebnis, dass „Das Erfahrungswissen der Kieferorthopäden aus jahrelangen Anwendungen […] in auffallendem Gegensatz zu einem Mangel an Belegen aus wissenschaftlichen Untersuchungen“ stehe. Eine abschließende Einschätzung, welchen langfristigen Nutzen Patienten von einer kieferorthopädischen Behandlung haben, sei derzeit nicht möglich. Allerdings haben Studien gezeigt, dass kieferorthopädische Maßnahmen einerseits geeignet sind, Zahn- und Kieferfehlstellungen zu beseitigen und andererseits einen positiven Einfluss auf Lebensqualität nach kieferorthopädischer Behandlungen zeigen. Eine hohe Evidenz zu erreichen schätzte auch das IGES-Institut als schwierig ein.
Noch vor der Veröffentlichung des Gutachtens durch das BMG titelte die BILD-Zeitung Geheimgutachten: Regierung bestätigt Verdacht auf Abzocke mit Zahnspangen. Das BMG stellte indes noch am selben Tag klar, dass es nicht „an der Notwendigkeit kieferorthopädischer Leistungen“  zweifelt. Bestätigt wurde nur das Vorhandensein einer „Meta-Studie vom  IGES Institut zu dem Thema“. Wie es in der Klarstellung heißt, kommen darin die Studienautoren zu dem Ergebnis, dass die Datengrundlage derzeit nicht ausreicht, um diese Frage abschließend zu bewerten. Dass Zahnspangen die Morbidität (Karies, Parodontitis, Zahnverlust etc.) verringern, könne zwar nicht belegt werden, sei dem Institut zufolge aber auch nicht ausgeschlossen. Dafür konstatieren die Studienautoren, dass sich Zahnfehlstellungen sowie die Lebensqualität der Patienten durch diese Behandlung verbessern. Prinzipiell bewertet den Nutzen einer Therapie nicht der Gesetzgeber, sondern der Gemeinsame Bundesausschuss, betont das Ministerium. Und abschließend: „Das BMG wird mit den beteiligten  Organisationen den weiteren Forschungsbedarf und Handlungsempfehlungen  erörtern.“
Die DGKFO kritisierte in der Folge, dass das IGES-Gutachten oftmals fehlinterpretiert worden sei:

„Dass die langfristigen Auswirkungen der Behandlung auf die Mundgesundheit durch die Studien nicht belegt werden kann, liegt nicht an einer schlechten Studienlage im Fach Kieferorthopädie, sondern an der generellen Problematik bestimmter klinischer Studien, bei denen wünschenswerte Endpunkte, die erst nach sehr vielen Jahren erfassbar wären, realistischerweise nicht erreicht werden können und daher Ersatzparameter ausgewertet werden müssen. Darum können solche Untersuchungen kein maximales Evidenzniveau erreichen. Auf der Basis der verfügbaren Literatur und der bisherigen klinischen Erfahrung, istbelegt, dass die Kieferorthopädie auf verschiedenen Ebenen, u. a. bei der Atmung, der Überwachung und Korrektur von Störungen der Gebissentwicklung, der Wiederherstellung der Kaueffizienz, der Korrektur von überzähligen bzw. fehlenden Zähnen sowie bei interdisziplinären Therapiepfaden einen unverzichtbaren Bestandteil der dentofazialen Diagnostik und Therapie darstellt.“

Auch der BDK kritisierte das Gutachten des IGES-Instituts. Nicht nur die Wirksamkeit kieferorthopädischer Behandlungen und eine Verbesserung der Lebensqualität seien nachgewiesen, sondern –unmittelbar bedingt durch die Wirksamkeit auch ein unmittelbarer patientenrelevanter Nutzen in Form der Wiederherstellung der Körperfunktionen sowie der Beseitigung von Entstellungen. Die präventiven Wirkungen kieferorthopädischer Behandlungen seien ebenfalls Gegenstand zahlreicher Veröffentlichungen.
Der BDK wies weiter darauf hin, dass die vom IGES-Institut und vom Bundesrechnungshof dargestellte Kostensteigerung nicht nachvollziehbar sei. Die Entwicklung der Gesamtausgaben der gesetzlichen Krankenversicherung für kieferorthopädische Behandlungen sei in allererster Linie auf die Anpassung der Punktwerte und damit die Anhebung der Honorare für den gesamten Bereich der vertragszahnärztlichen Versorgung zurückzuführen. Die angeblichen Kostensteigerungen seien mit einem Rückgang der Fallzahlen begründet worden, der jedoch weder in der Praxis bemerkbar, noch mit anderen Daten (z. B. Anzahl der abgerechneten Behandlungspläne) korreliere.
Allgemeine Übereinstimmung bestand darin, dass weitere Versorgungsforschung auf dem Gebiet der Kieferorthopädie erfolgen müsse. Kieferorthopädische Inhalte werden daher in DMS VI ab 2021 integriert. Einen erheblichen Anteil der dafür entstehenden Kosten finanzieren die deutschen Kieferorthopäden.